# بلیر، شهرستان جفرسون، ویرجینیای غربی
بلیر (به انگلیسی: Blair) یک منطقهٔ مسکونی در ایالات متحده آمریکا است که در شهرستان جفرسون، ویرجینیای غربی واقع شده‌است.